# Udo Jürgens/Diskografie
Diese Diskografie ist eine Übersicht über die musikalischen Werke des österreichischen Komponisten, Pianisten und Sängers Udo Jürgens. Den Quellenangaben zufolge hat er bisher mehr als 105 Millionen Tonträger verkauft. Seine erfolgreichste Veröffentlichung ist die Single Warum nur, warum (Walk Away) mit über 1,5 Millionen verkauften Einheiten.

## Alben

### Studioalben
| Jahr | Titel                                                                           | Höchstplatzierung, Gesamtwochen/‑monate, AuszeichnungChartplatzierungen (Jahr, Titel, Platzierungen, Wochen/Monate, Auszeichnungen, Anmerkungen) | Höchstplatzierung, Gesamtwochen/‑monate, AuszeichnungChartplatzierungen (Jahr, Titel, Platzierungen, Wochen/Monate, Auszeichnungen, Anmerkungen) | Höchstplatzierung, Gesamtwochen/‑monate, AuszeichnungChartplatzierungen (Jahr, Titel, Platzierungen, Wochen/Monate, Auszeichnungen, Anmerkungen) | Anmerkungen                                                  |
| Jahr | Titel                                                                           | DE | AT | CH | Anmerkungen                                                  |
| ---- | ------------------------------------------------------------------------------- | --- | --- | --- | ------------------------------------------------------------ |
| 1965 | Portrait in Musik zusammen mit Françoise Hardy                                  | DE4 (20 Mt.)DE | — | — | Erstveröffentlichung: 15. September 1965                     |
| 1966 | Françoise und Udo zusammen mit Françoise Hardy                                  | DE9 (9 Mt.)DE | — | — | Erstveröffentlichung: 15. November 1966                      |
| 1967 | Was ich dir sagen will                                                          | DE2 (9 Mt.)DE | — | — | Erstveröffentlichung: 15. September 1967                     |
| 1967 | Portrait in Musik II                                                            | — | — | — | Erstveröffentlichung: 1967                                   |
| 1967 | International                                                                   | — | — | — | Erstveröffentlichung: 1967                                   |
| 1967 | Chansons                                                                        | — | — | — | Erstveröffentlichung: 1967                                   |
| 1968 | Udo Jürgens                                                                     | — | — | — | Erstveröffentlichung: 1968                                   |
| 1968 | Mein Lied für dich                                                              | DE5 (7 Mt.)DE | — | — | Erstveröffentlichung: 15. April 1968                         |
| 1968 | Udo                                                                             | DE2 (12 Mt.)DE | — | — | Erstveröffentlichung: 15. September 1968                     |
| 1969 | Portrait International                                                          | — | — | — | Erstveröffentlichung: 1969                                   |
| 1969 | Udo ’70                                                                         | DE2 Gold · (13 Mt.)DE | — | — | Erstveröffentlichung: 15. Oktober 1969 Verkäufe: + 250.000   |
| 1970 | Udo ’71                                                                         | DE4 (7 Mt.)DE | AT1 (… Wo.)AT | — | Erstveröffentlichung: 15. November 1970                      |
| 1971 | Zeig mir den Platz an der Sonne                                                 | DE16 (5 Mt.)DE | AT— GoldAT | — | Erstveröffentlichung: 15. September 1971 Verkäufe: + 25.000  |
| 1971 | Jonny & Jenny zusammen mit James Krüss                                          | — | — | — | Erstveröffentlichung: 1971                                   |
| 1972 | Ich bin wieder da                                                               | DE34 (2 Mt.)DE | — | — | Erstveröffentlichung: 15. November 1972                      |
| 1973 | Es ist Zeit für die Liebe                                                       | — | — | — | Erstveröffentlichung: 1973                                   |
| 1973 | International 2                                                                 | — | — | — | Erstveröffentlichung: 1973                                   |
| 1973 | Jonny & Jenny – Alle Kinder dieser Welt zusammen mit James Krüss                | — | — | — | Erstveröffentlichung: 1973                                   |
| 1973 | New World of Udo Jürgens                                                        | — | — | — | Erstveröffentlichung: 1973                                   |
| 1974 | Udo heute                                                                       | DE39 (3 Mt.)DE | — | — | Erstveröffentlichung: 15. August 1974                        |
| 1974 | Meine Lieder                                                                    | DE3 Gold · (12 Mt.)DE | — | — | Erstveröffentlichung: 26. November 1974 Verkäufe: + 250.000  |
| 1975 | Griechischer Wein – Seine neuen Lieder                                          | — | — | — | Erstveröffentlichung: 1975                                   |
| 1975 | Griechischer Wein                                                               | — | — | — | Erstveröffentlichung: 1975                                   |
| 1975 | Udo ’75 – Ein neuer Morgen                                                      | DE12 Gold · (5 Mt.)DE | — | — | Erstveröffentlichung: 15. September 1975 Verkäufe: + 250.000 |
| 1976 | Meine Lieder 2                                                                  | DE21 (4½ Mt.)DE | — | — | Erstveröffentlichung: 15. Juni 1976                          |
| 1977 | Meine Lieder 77                                                                 | DE28 (3 Mt.)DE | — | — | Erstveröffentlichung: 15. März 1977                          |
| 1977 | Lieder, die auf Reisen gehen                                                    | — | AT11 (1 Mt.)AT | — | Erstveröffentlichung: 15. November 1977                      |
| 1978 | Buenos dias, Argentina zusammen mit der deutschen Fußballnationalmannschaft ’78 | DE1 Platin · (5 Mt.)DE | AT5 (4 Mt.)AT | — | Erstveröffentlichung: 1. März 1978 Verkäufe: + 500.000       |
| 1978 | Nur ein Lächeln                                                                 | DE61 (½ Mt.)DE | — | — | Erstveröffentlichung: 1978                                   |
| 1979 | Udo ’80                                                                         | DE10 (29 Wo.)DE | AT6 (3½ Mt.)AT | — | Erstveröffentlichung: 17. Dezember 1979                      |
| 1981 | Willkommen in meinem Leben                                                      | DE29 (18 Wo.)DE | — | — | Erstveröffentlichung: 6. April 1981                          |
| 1981 | Leave a Little Love                                                             | — | — | — | Erstveröffentlichung: 1981                                   |
| 1982 | Silberstreifen                                                                  | DE39 (13 Wo.)DE | — | — | Erstveröffentlichung: 19. April 1982                         |
| 1983 | Traumtänzer                                                                     | DE24 (16 Wo.)DE | — | — | Erstveröffentlichung: 28. September 1983                     |
| 1984 | Hautnah                                                                         | DE12 Gold · (26 Wo.)DE | AT7 (4½ Mt.)AT | CH24 (1 Wo.)CH | Erstveröffentlichung: 27. September 1984 Verkäufe: + 250.000 |
| 1985 | Treibjagd                                                                       | DE26 (12 Wo.)DE | AT17 (2 Mt.)AT | — | Erstveröffentlichung: 5. Oktober 1985                        |
| 1986 | Deinetwegen                                                                     | DE33 (12 Wo.)DE | AT29 (½ Mt.)AT | — | Erstveröffentlichung: 23. September 1986                     |
| 1988 | Das blaue Album                                                                 | DE14 (14 Wo.)DE | AT11 (3 Mt.)AT | CH17 (5 Wo.)CH | Erstveröffentlichung: 29. Februar 1988                       |
| 1989 | Ohne Maske                                                                      | DE27 (15 Wo.)DE | — | — | Erstveröffentlichung: 24. August 1989                        |
| 1990 | Sempre Roma zusammen mit der deutschen Fußballnationalmannschaft ’90            | — | — | — | Erstveröffentlichung: 1990                                   |
| 1991 | Geradeaus!                                                                      | DE60 (8 Wo.)DE | AT24 (6 Wo.)AT | — | Erstveröffentlichung: 7. Oktober 1991                        |
| 1993 | Café Größenwahn                                                                 | — | AT23 (4 Wo.)AT | — | Erstveröffentlichung: 11. Oktober 1993                       |
| 1995 | Zärtlicher Chaot                                                                | DE91 (4 Wo.)DE | AT20 (10 Wo.)AT | — | Erstveröffentlichung: 10. November 1995                      |
| 1999 | Ich werde da sein                                                               | DE17 (8 Wo.)DE | AT15 (10 Wo.)AT | — | Erstveröffentlichung: 12. März 1999                          |
| 2002 | Es lebe das Laster                                                              | DE27 (10 Wo.)DE | AT8 Gold · (13 Wo.)AT | — | Erstveröffentlichung: 30. September 2002 Verkäufe: + 20.000  |
| 2005 | Jetzt oder nie                                                                  | DE14 Gold · (21 Wo.)DE | AT2 (11 Wo.)AT | CH47 (4 Wo.)CH | Erstveröffentlichung: 12. September 2005 Verkäufe: + 100.000 |
| 2008 | Einfach ich                                                                     | DE5 Gold · (19 Wo.)DE | AT2 Gold · (13 Wo.)AT | CH34 (8 Wo.)CH | Erstveröffentlichung: 4. Januar 2008 Verkäufe: + 110.000     |
| 2011 | Der ganz normale Wahnsinn                                                       | DE3 Gold · (15 Wo.)DE | AT2 Gold · (21 Wo.)AT | CH20 (6 Wo.)CH | Erstveröffentlichung: 18. März 2011 Verkäufe: + 110.000      |
| 2014 | Mitten im Leben                                                                 | DE3 Gold · (38 Wo.)DE | AT2 ×2Doppelplatin · (40 Wo.)AT | CH8 (23 Wo.)CH | Erstveröffentlichung: 21. Februar 2014 Verkäufe: + 130.000   |

grau schraffiert: keine Chartdaten aus diesem Jahr verfügbar

### Livealben
| Jahr | Titel                                                                                | Höchstplatzierung, Gesamtwochen/‑monate, AuszeichnungChartplatzierungen (Jahr, Titel, Platzierungen, Wochen/Monate, Auszeichnungen, Anmerkungen) | Höchstplatzierung, Gesamtwochen/‑monate, AuszeichnungChartplatzierungen (Jahr, Titel, Platzierungen, Wochen/Monate, Auszeichnungen, Anmerkungen) | Höchstplatzierung, Gesamtwochen/‑monate, AuszeichnungChartplatzierungen (Jahr, Titel, Platzierungen, Wochen/Monate, Auszeichnungen, Anmerkungen) | Anmerkungen                                                      |
| Jahr | Titel                                                                                | DE | AT | CH | Anmerkungen                                                      |
| ---- | ------------------------------------------------------------------------------------ | --- | --- | --- | ---------------------------------------------------------------- |
| 1969 | Udo live                                                                             | DE1 (11 Mt.)DE | — | — | Erstveröffentlichung: 15. Mai 1969                               |
| 1977 | Udo Live ’77                                                                         | DE18 (3½ Mt.)DE | AT9 (4 Mt.)AT | — | Erstveröffentlichung: 8. Januar 1977                             |
| 1980 | Meine Lieder sind wie Hände – Live                                                   | DE40 (9 Wo.)DE | — | — | Erstveröffentlichung: 15. Dezember 1980                          |
| 1983 | Udo live – Lust am Leben                                                             | DE20 (11 Wo.)DE | AT14 (½ Mt.)AT | — | Erstveröffentlichung: 20. Dezember 1983                          |
| 1987 | Das Live-Konzert ’87                                                                 | DE45 (5 Wo.)DE | — | — | Erstveröffentlichung: 6. Juni 1987                               |
| 1992 | Open Air Symphony                                                                    | — | AT37 (2 Wo.)AT | — | Erstveröffentlichung: 21. August 1992                            |
| 1997 | Gestern – Heute – Morgen Live ’97                                                    | — | AT34 (6 Wo.)AT | — | Erstveröffentlichung: 13. Oktober 1997                           |
| 2001 | Mit 66 Jahren – Live 2001                                                            | DE51 (3 Wo.)DE | AT23 (6 Wo.)AT | — | Erstveröffentlichung: 24. September 2001                         |
| 2004 | Es lebe das Laster – Udo live                                                        | DE61 (5 Wo.)DE | AT45 (9 Wo.)AT | — | Erstveröffentlichung: 17. Februar 2004                           |
| 2006 | Der Solo-Abend – Live am Gendarmenmarkt                                              | DE47 (5 Wo.)DE | AT47 (7 Wo.)AT | — | Erstveröffentlichung: 3. Februar 2006                            |
| 2006 | Jetzt oder nie – Live                                                                | DE*DE | AT48 (2 Wo.)AT | — | Erstveröffentlichung: 1. September 2006 * siehe „Jetzt oder nie“ |
| 2009 | Einfach ich – Live 2009                                                              | DE*DE | AT30 (2 Wo.)AT | — | Erstveröffentlichung: 8. Mai 2009 * siehe „Einfach ich“          |
| 2013 | Best of Live – Die Tourneehöhepunkte Vol. 1                                          | DE71 (3 Wo.)DE | AT23 Gold · (16 Wo.)AT | CH85 (2 Wo.)CH | Erstveröffentlichung: 22. März 2013 Verkäufe: + 7.500            |
| 2015 | Das letzte Konzert – Zürich 2014 zusammen mit dem Pepe Lienhard Orchester            | DE3 Gold · (27 Wo.)DE | AT1 Platin · (21 Wo.)AT | CH6 (15 Wo.)CH | Erstveröffentlichung: 27. März 2015 Verkäufe: + 115.000          |
| 2015 | Best of Live – Die Tourneehöhepunkte Vol. 2 zusammen mit dem Pepe Lienhard Orchester | DE68 (1 Wo.)DE | AT14 Gold · (5 Wo.)AT | CH100 (1 Wo.)CH | Erstveröffentlichung: 27. November 2015 Verkäufe: + 7.500        |

grau schraffiert: keine Chartdaten aus diesem Jahr verfügbar
Weitere Livealben
- 1973: Udo in Concert
- 1978: Ein Mann und seine Lieder – Live
- 1985: Live & hautnah
- 1990: Live ohne Maske – Die Welt braucht Lieder
- 1995: 140 Tage Café Größenwahn – Tour 94/95
- 2012: Der ganz normale Wahnsinn – Live (mit dem Pepe Lienhard Orchester)

### Kompilationen
| Jahr | Titel                                                                                          | Höchstplatzierung, Gesamtwochen/‑monate, AuszeichnungChartplatzierungen (Jahr, Titel, Platzierungen, Wochen/Monate, Auszeichnungen, Anmerkungen) | Höchstplatzierung, Gesamtwochen/‑monate, AuszeichnungChartplatzierungen (Jahr, Titel, Platzierungen, Wochen/Monate, Auszeichnungen, Anmerkungen) | Höchstplatzierung, Gesamtwochen/‑monate, AuszeichnungChartplatzierungen (Jahr, Titel, Platzierungen, Wochen/Monate, Auszeichnungen, Anmerkungen) | Anmerkungen                                                  |
| Jahr | Titel                                                                                          | DE | AT | CH | Anmerkungen                                                  |
| ---- | ---------------------------------------------------------------------------------------------- | --- | --- | --- | ------------------------------------------------------------ |
| 1967 | Seine größten Erfolge – Merci Cherie                                                           | DE16 (8 Mt.)DE | — | — | Erstveröffentlichung: 15. Juli 1967                          |
| 1970 | Das goldene Udo Jürgens Album                                                                  | DE8 (5 Mt.)DE | — | — | Erstveröffentlichung: 15. Juni 1970                          |
| 1971 | Soweit die Züge geh’n                                                                          | DE40 (1 Mt.)DE | — | — | Erstveröffentlichung: 15. Februar 1971                       |
| 1976 | Udo 40 – Seine größten Erfolge                                                                 | DE10 (1 Mt.)DE | — | — | Erstveröffentlichung: 15. November 1976                      |
| 1977 | Meine Lieder – Die großen Erfolge                                                              | — | AT11 (4 Mt.)AT | — | Erstveröffentlichung: 1977                                   |
| 1985 | Meine größten Erfolge                                                                          | DE34 (4 Wo.)DE | — | — | Erstveröffentlichung: 13. Mai 1985                           |
| 1989 | Sogar Engel brauchen Glück                                                                     | DE25 (8 Wo.)DE | — | — | Erstveröffentlichung: 8. Februar 1998                        |
| 1994 | Aber bitte mit Sahne – Seine größten Hits                                                      | DE26 Gold · (13 Wo.)DE | AT9 Platin · (16 Wo.)AT | — | Erstveröffentlichung: 25. August 1994 Verkäufe: + 300.000    |
| 1996 | Gestern – Heute – Morgen                                                                       | DE54 (9 Wo.)DE | AT17 (16 Wo.)AT | — | Erstveröffentlichung: 18. Oktober 1996                       |
| 1998 | Aber bitte mit Sahne II                                                                        | DE34 (7 Wo.)DE | AT21 (10 Wo.)AT | — | Erstveröffentlichung: 19. Februar 1998                       |
| 1998 | Romantische Gefühle                                                                            | DE93 (3 Wo.)DE | — | — | Erstveröffentlichung: 12. Oktober 1998                       |
| 2000 | Mit 66 Jahren (Was wichtig ist…)                                                               | DE9 Gold · (14 Wo.)DE | AT6 Gold · (19 Wo.)AT | CH41 (5 Wo.)CH | Erstveröffentlichung: 18. September 2000 Verkäufe: + 175.000 |
| 2007 | Lieder voller Poesie                                                                           | DE69 (2 Wo.)DE | AT70 (1 Wo.)AT | — | Erstveröffentlichung: 16. Februar 2007                       |
| 2009 | Best of                                                                                        | DE4 ×2Doppelplatin · (67 Wo.)DE | AT1 ×3Dreifachplatin · (120 Wo.)AT | CH2 (36 Wo.)CH | Erstveröffentlichung: 9. Oktober 2009 Verkäufe: + 460.000    |
| 2016 | Merci, Udo!                                                                                    | DE6 Platin · (17 Wo.)DE | AT6 Gold · (11 Wo.)AT | CH17 (8 Wo.)CH | Erstveröffentlichung: 25. November 2016 Verkäufe: + 207.500  |
| 2017 | Merci, Udo! 2                                                                                  | DE19 (6 Wo.)DE | AT9 (7 Wo.)AT | CH40 (3 Wo.)CH | Erstveröffentlichung: 24. November 2017                      |
| 2023 | Die Blumen blüh’n überall gleich – Seine schönsten Kinderlieder mit den Texten von James Krüss | DE32 (1 Wo.)DE | AT44 (1 Wo.)AT | — | Erstveröffentlichung: 15. September 2023                     |
| 2024 | Udo 90                                                                                         | DE3 (14 Wo.)DE | AT1 (17 Wo.)AT | CH7 (8 Wo.)CH | Erstveröffentlichung: 27. September 2024                     |

grau schraffiert: keine Chartdaten aus diesem Jahr verfügbar
Weitere Kompilationen
| - 1966: Meine großen Erfolge - 1968: Hier bin ich zu Hause - 1969: A Touch of Music - 1969: Seine großen Erfolge - 1969: Was wirklich zählt auf dieser Welt - 1969: Seine ersten Erfolge - 1969: Eine Rose für Dich - 1971: Welt-Erfolge - 1972: Stars in Gold - 1973: Let’s Sing - 1974: Seine großen Erfolge (1974) - 1976: Udo’s 20 Beste - 1976: Europa nach Noten - 1976: Star–Portrait – Seine größten Erfolge - 1977: Die Goldenen Super 20 - 1977: Goldene Serie - 1978: Neue Lieder - 1978: 20 Successen - 1978: Die großen Erfolge 1967–1977 - 1979: Lieder, die im Schatten stehen 1 + 2 - 1979: Lieder, die im Schatten stehen 3 + 4 - 1979: Udo ’70 – Udo ’80 - 1980: Ein Leben in Liedern - 1981: Lieder, die im Schatten stehen 5 + 6 - 1981: International (1981) | - 1981: Ein Dankeschön all meinen Freunden - 1981: Applaus für Udo Jürgens - 1985: Meine größten Erfolge - 1987: Herzschlag - 1987: Star Festival – Gold-Serie - 1989: Meine Lieder der 60er - 1989: Meine Lieder der 70er - 1990: Portrait eines Stars - 1991: Star Collection - 1994: Zeig mir den Platz an der Sonne [1994] - 1998: Lieder, die im Schatten stehen 7 - 2002: Nur das Beste – Die 80er Jahre - 2004: Nur das Beste – Folge 2 – Die besten Hits der 70er - 2006: Vielen Dank für die Blumen - 2008: Aller Anfang ist schwer - 2008: Der alte Bill - 2009: Here’s Udo Jürgens - 2011: Die Polydor Jahre - 2011: Das war ein schöner Tag - 2012: Portrait - 2014: Musik im Herzen – Die ersten Lieder (1954–1959) - 2014: 1954–1960 - 2014: Wo mag die Liebe sein – Die frühen Erfolge - 2014: Hejo, Hejo, Gin und Rum – Die frühen Erfolge |

### Remixalben
| Jahr | Titel               | Höchstplatzierung, Gesamtwochen, AuszeichnungChartplatzierungen (Jahr, Titel, Platzierungen, Wochen, Auszeichnungen, Anmerkungen) | Höchstplatzierung, Gesamtwochen, AuszeichnungChartplatzierungen (Jahr, Titel, Platzierungen, Wochen, Auszeichnungen, Anmerkungen) | Höchstplatzierung, Gesamtwochen, AuszeichnungChartplatzierungen (Jahr, Titel, Platzierungen, Wochen, Auszeichnungen, Anmerkungen) | Anmerkungen                        |
| Jahr | Titel               | DE | AT | CH | Anmerkungen                        |
| ---- | ------------------- | --- | --- | --- | ---------------------------------- |
| 1997 | Der erste Sahne-Mix | DE50 (7 Wo.)DE | AT24 (8 Wo.)AT | — | Erstveröffentlichung: 6. Juni 1997 |

### Soundtracks
| Jahr | Titel                   | Höchstplatzierung, Gesamtwochen, AuszeichnungChartplatzierungen (Jahr, Titel, Platzierungen, Wochen, Auszeichnungen, Anmerkungen) | Höchstplatzierung, Gesamtwochen, AuszeichnungChartplatzierungen (Jahr, Titel, Platzierungen, Wochen, Auszeichnungen, Anmerkungen) | Höchstplatzierung, Gesamtwochen, AuszeichnungChartplatzierungen (Jahr, Titel, Platzierungen, Wochen, Auszeichnungen, Anmerkungen) | Anmerkungen                              |
| Jahr | Titel                   | DE | AT | CH | Anmerkungen                              |
| ---- | ----------------------- | --- | --- | --- | ---------------------------------------- |
| 2011 | Der Mann mit dem Fagott | DE29 (2 Wo.)DE | AT13 (4 Wo.)AT | CH77 (1 Wo.)CH | Erstveröffentlichung: 30. September 2011 |

Weitere Soundtracks
- 1990: Traumschiff

### Weihnachtsalben
| Jahr | Titel                                             | Höchstplatzierung, Gesamtwochen, AuszeichnungChartplatzierungen (Jahr, Titel, Platzierungen, Wochen, Auszeichnungen, Anmerkungen) | Höchstplatzierung, Gesamtwochen, AuszeichnungChartplatzierungen (Jahr, Titel, Platzierungen, Wochen, Auszeichnungen, Anmerkungen) | Höchstplatzierung, Gesamtwochen, AuszeichnungChartplatzierungen (Jahr, Titel, Platzierungen, Wochen, Auszeichnungen, Anmerkungen) | Anmerkungen                                                |
| Jahr | Titel                                             | DE | AT | CH | Anmerkungen                                                |
| ---- | ------------------------------------------------- | --- | --- | --- | ---------------------------------------------------------- |
| 2003 | Es werde Licht – Meine Winter- & Weihnachtslieder | DE53 (5 Wo.)DE | AT9 Gold · (17 Wo.)AT | — | Erstveröffentlichung: 17. November 2003 Verkäufe: + 15.000 |
| 2023 | Die schönsten Lieder zur Weihnachtszeit           | DE28 (6 Wo.)DE | AT3 (6 Wo.)AT | CH79 (2 Wo.)CH | Erstveröffentlichung: 10. November 2023                    |

Weitere Weihnachtsalben
- 1968: Wünsche zur Weihnachtszeit
- 1974: Wenn es Weihnachten wird
- 1997: Leise rieselt der Schnee

### Tributealben
| Jahr | Titel                               | Höchstplatzierung, Gesamtwochen, AuszeichnungChartplatzierungen (Jahr, Titel, Platzierungen, Wochen, Auszeichnungen, Anmerkungen) | Höchstplatzierung, Gesamtwochen, AuszeichnungChartplatzierungen (Jahr, Titel, Platzierungen, Wochen, Auszeichnungen, Anmerkungen) | Höchstplatzierung, Gesamtwochen, AuszeichnungChartplatzierungen (Jahr, Titel, Platzierungen, Wochen, Auszeichnungen, Anmerkungen) | Anmerkungen                                                                     |
| Jahr | Titel                               | DE | AT | CH | Anmerkungen                                                                     |
| ---- | ----------------------------------- | --- | --- | --- | ------------------------------------------------------------------------------- |
| 2014 | Mitten im Leben – Das Tribute-Album | DE1 Platin · (34 Wo.)DE | AT1 Platin · (33 Wo.)AT | CH2 (27 Wo.)CH | Erstveröffentlichung: 17. Oktober 2014 Verkäufe: + 215.000; mit Various Artists |

### Musicalalben
| Jahr | Titel                                                    | Höchstplatzierung, Gesamtwochen, AuszeichnungChartplatzierungen (Jahr, Titel, Platzierungen, Wochen, Auszeichnungen, Anmerkungen) | Höchstplatzierung, Gesamtwochen, AuszeichnungChartplatzierungen (Jahr, Titel, Platzierungen, Wochen, Auszeichnungen, Anmerkungen) | Höchstplatzierung, Gesamtwochen, AuszeichnungChartplatzierungen (Jahr, Titel, Platzierungen, Wochen, Auszeichnungen, Anmerkungen) | Anmerkungen                                              | [↑]: gemeinsam behandelt mit vorhergehendem Eintrag; [←]: in beiden Charts platziert |
| Jahr | Titel                                                    | DE | AT | CH | Anmerkungen                                              |                                                                                      |
| ---- | -------------------------------------------------------- | --- | --- | --- | -------------------------------------------------------- | ------------------------------------------------------------------------------------ |
| 2008 | Ich war noch niemals in New York                         | DE20 (10 Wo.)DE | AT47 (4 Wo.)AT | CH70 (1 Wo.)CH | Erstveröffentlichung: 2008 mit Various Artists           |                                                                                      |
| 2010 | Ich war noch niemals in New York (Wiener Fassung)[DE: ↑] | DE20 (10 Wo.)DE | AT2 (18 Wo.)AT[CH: ↑] | CH70 (1 Wo.)CH | Erstveröffentlichung: 30. April 2010 mit Various Artists |                                                                                      |

Weitere Musicalalben
- 1972: Helden, Helden

## Singles

### Als Leadmusiker
| Jahr | Titel Album | Höchstplatzierung, Gesamtwochen/‑monate, AuszeichnungChartplatzierungen (Jahr, Titel, Album, Platzierungen, Wochen/Monate, Auszeichnungen, Anmerkungen) | Höchstplatzierung, Gesamtwochen/‑monate, AuszeichnungChartplatzierungen (Jahr, Titel, Album, Platzierungen, Wochen/Monate, Auszeichnungen, Anmerkungen) | Höchstplatzierung, Gesamtwochen/‑monate, AuszeichnungChartplatzierungen (Jahr, Titel, Album, Platzierungen, Wochen/Monate, Auszeichnungen, Anmerkungen) | Anmerkungen                                                                            |
| Jahr | Titel Album | DE | AT | CH | Anmerkungen                                                                            |
| --- | --- | --- | --- | --- | -------------------------------------------------------------------------------------- |
| 1955 | Hejo, hejo, Gin und Rum – | DE12 (2 Mt.)DE | — | — | Erstveröffentlichung: 1955 mit den Octavios                                            |
| 1960 | Jenny Portrait in Musik | DE36 (4 Mt.)DE | — | — | Erstveröffentlichung: Oktober 1960                                                     |
| 1963 | Kiss Me Quick – | DE3 (7 Mt.)DE | — | — | Erstveröffentlichung: 1. März 1963                                                     |
| 1963 | Schreib mir keinen Brief – | DE45 (2 Mt.)DE | — | — | Erstveröffentlichung: 1963                                                             |
| 1964 | Warum nur, warum? / Peccato che sia finita così (italienische Version, 1965) / Walk Away (Englische Version, 1973) Portrait in Musik | DE21 (3 Mt.)DE | — | — | Erstveröffentlichung: 1. April 1964 Verkäufe: + 1.500.000                              |
| 1965 | Frag’ nie Portrait in Musik | DE32 (1 Mt.)DE | — | — | Erstveröffentlichung: 15. Februar 1965                                                 |
| 1965 | Sag’ ihr, ich lass’ sie grüßen / Ora che io ti amo (italienische Version) Portrait in Musik                                          | DE9 (5 Mt.)DE | AT4 (2 Mt.)AT | — | Erstveröffentlichung: 1. April 1965                                                    |
| 1965 | Siebzehn Jahr, blondes Haar Portrait in Musik                                                                                        | DE4 (5½ Mt.)DE | AT6 (4 Mt.)AT | — | Erstveröffentlichung: 1. Oktober 1965                                                  |
| 1966 | Merci, Chérie – | DE4 Platin · (3½ Mt.)DE | AT2 (2 Mt.)AT | — | Erstveröffentlichung: 15. Februar 1966 Verkäufe: + 1.350.000                           |
| 1966 | Sag mir wie – | DE4 (3½ Mt.)DE | — | — | Erstveröffentlichung: 15. September 1966                                               |
| 1967 | Es ist noch nicht zu spät – | DE13 (2½ Mt.)DE | — | — | Erstveröffentlichung: 15. Januar 1967                                                  |
| 1967 | Immer wieder geht die Sonne auf Was ich dir sagen will                                                                               | DE15 (6 Mt.)DE | — | — | Erstveröffentlichung: 1. Juni 1967                                                     |
| 1968 | Morgen bist du nicht mehr allein Mein Lied für dich                                                                                  | DE16 (2½ Mt.)DE | — | — | Erstveröffentlichung: 1. Januar 1968                                                   |
| 1968 | Cotton Fields Mein Lied für dich | DE5 (5½ Mt.)DE | AT4 (4 Mt.)AT | — | Erstveröffentlichung: 15. April 1968                                                   |
| 1968 | Mathilda Udo | DE6 (4½ Mt.)DE | AT5 (3 Mt.)AT | — | Erstveröffentlichung: 15. September 1968                                               |
| 1969 | Es wird Nacht, Señorita Udo | DE6 (3½ Mt.)DE | AT4 (2 Mt.)AT | — | Erstveröffentlichung: 1. Januar 1969                                                   |
| 1969 | Anuschka – | DE6 (6 Mt.)DE | AT3 (5 Mt.)AT | — | Erstveröffentlichung: 1. September 1969                                                |
| 1970 | Babuschkin Soweit die Züge geh’n | DE12 (2½ Mt.)DE | AT13 (2 Mt.)AT | — | Erstveröffentlichung: 1. April 1970                                                    |
| 1970 | Deine Einsamkeit – | DE14 (3½ Mt.)DE | AT5 (4 Mt.)AT | — | Erstveröffentlichung: 1. Oktober 1970                                                  |
| 1971 | Lieb Vaterland – | DE17 (12 Wo.)DE | — | — | Erstveröffentlichung: 15. März 1971                                                    |
| 1971 | Zeig mir den Platz an der Sonne / Dis-moi le nom de ton ile (französische Version, 1972) Zeig mir den Platz an der Sonne             | DE14 (19 Wo.)DE | — | — | Erstveröffentlichung: 23. August 1971                                                  |
| 1972 | Vergiss die Liebe nicht – | DE38 (7 Wo.)DE | — | — | Erstveröffentlichung: 8. Mai 1972                                                      |
| 1972 | Ich bin wieder da | DE40 (6 Wo.)DE | — | — | Erstveröffentlichung: 2. Oktober 1972                                                  |
| 1973 | Der Teufel hat den Schnaps gemacht –                                                                                                 | DE11 (20 Wo.)DE | — | — | Erstveröffentlichung: 29. Oktober 1973                                                 |
| 1974 | Wilde Kirschen Udo Heute | DE27 (5 Wo.)DE | — | — | Erstveröffentlichung: 29. April 1974                                                   |
| 1974 | Geschieden Udo Heute | DE31 (2 Wo.)DE | — | — | Erstveröffentlichung: 22. Juli 1974                                                    |
| 1974 | Griechischer Wein | DE1 Platin · (38 Wo.)DE | AT2 Gold · (13 Mt.)AT | CH1 (21 Wo.)CH | Erstveröffentlichung: 9. Dezember 1974 Verkäufe: + 650.000                             |
| 1975 | Ein ehrenwertes Haus Griechischer Wein                                                                                               | DE15 (16 Wo.)DE | — | CH2 (10 Wo.)CH | Erstveröffentlichung: 14. April 1975                                                   |
| 1975 | Ein neuer Morgen Udo ’75 – Ein neuer Morgen                                                                                          | DE25 (8 Wo.)DE | — | — | Erstveröffentlichung: 1. September 1975                                                |
| 1976 | Aber bitte mit Sahne Meine Lieder 2                                                                                                  | DE5 (23 Wo.)DE | AT13 (2 Mt.)AT | CH10 (7 Wo.)CH | Erstveröffentlichung: 21. Juni 1976                                                    |
| 1976 | Tante Emma Meine Lieder 2 | DE22 (11 Wo.)DE | — | — | Erstveröffentlichung: 1. November 1976                                                 |
| 1977 | Gefeuert Meine Lieder 77 | DE26 (11 Wo.)DE | AT18 (2 Mt.)AT | — | Erstveröffentlichung: 4. April 1977                                                    |
| 1977 | Boogie Woogie Baby Lieder, die auf Reisen gehen                                                                                      | — | AT7 (3 Mt.)AT | CH9 (8 Wo.)CH | Erstveröffentlichung: 5. November 1977                                                 |
| 1977 | Mit 66 Jahren Lieder, die auf Reisen gehen                                                                                           | DE23 (15 Wo.)DE | — | — | Erstveröffentlichung: Dezember 1977                                                    |
| 1978 | Buenos dias, Argentina | DE3 (18 Wo.)DE | AT3 (5 Mt.)AT | CH3 (12 Wo.)CH | Erstveröffentlichung: 27. Februar 1978 mit der deutschen Fußballnationalmannschaft     |
| 1981 | Gaby wartet im Park Willkommen in meinem Leben                                                                                       | DE37 (15 Wo.)DE | — | — | Erstveröffentlichung: 30. März 1981                                                    |
| 1981 | Ich sah nur sie Willkommen in meinem Leben                                                                                           | DE51 (7 Wo.)DE | — | — | Erstveröffentlichung: Mai 1981                                                         |
| 1982 | Die Glotze ... und das alles in Farbe Silberstreifen                                                                                 | DE60 (5 Wo.)DE | — | — | Erstveröffentlichung: Februar 1982                                                     |
| 1982 | 5 Minuten vor 12 Silberstreifen | DE66 (2 Wo.)DE | — | — | Erstveröffentlichung: 14. Juni 1982                                                    |
| 1983 | Die Sonne und du | DE41 (13 Wo.)DE | — | — | Erstveröffentlichung: 7. November 1983                                                 |
| 1984 | Liebe ohne Leiden a Hautnah | DE56 (1 Wo.)DE | — | — | Erstveröffentlichung: 1984 mit Jenny                                                   |
| 1991 | Na und…?! Geradeaus! | DE53 (13 Wo.)DE | — | — | Erstveröffentlichung: Oktober 1991                                                     |
| 1998 | Wunderknaben – | — | AT37 (2 Wo.)AT | — | Erstveröffentlichung: 5. April 1998 mit der österreichischen Fußballnationalmannschaft |
| 1999 | Bring ein Licht ins Dunkel Ich werde da sein                                                                                         | — | AT34 (3 Wo.)AT | — | Erstveröffentlichung: 18. Januar 1999                                                  |
| 2001 | Ich war noch niemals in New York b Silberstreifen                                                                                    | DE53 Gold · (10 Wo.)DE | AT58 (4 Wo.)AT | CH48 (3 Wo.)CH | Erstveröffentlichung: 15. Januar 2001 Verkäufe: + 250.000                              |
| 2011 | Der Mann mit dem Fagott Der Mann mit dem Fagott (Soundtrack)                                                                         | — | AT70 (1 Wo.)AT | — | Erstveröffentlichung: 30. September 2011                                               |
| 2014 | Der Mann ist das Problem Mitten im Leben                                                                                             | — | AT63 (1 Wo.)AT | — | Erstveröffentlichung: 31. Januar 2014                                                  |
| Folgende Lieder erschienen nicht als Single, wurden aber durch das Album zum Download und Streaming bereitgestellt und konnten somit eine Platzierung erlangen: | | | | |                                                                                        |
| | | | | |                                                                                        |
| 2015 | Stille Nacht, heilige Nacht Es werde Licht – Meine Winter- & Weihnachtslieder                                                        | — | AT66 (1 Wo.)AT | — | Charteinstieg: 2. Januar 2015                                                          |

grau schraffiert: keine Chartdaten aus diesem Jahr verfügbar
Weitere Singles
| - 1954: Es waren weiße Chrysanthemen - 1955: Monika - 1956: Zu Hause blüht jetzt der Flieder (mit den Octavios) - 1957: Die Insel des Glücks (mit den Octavios) - 1957: Peppino (mit den Octavios) - 1957: Schwarzer Kaffee aus San Juan - 1957: Der lachende Vagabund - 1958: Wir fahren, wir fahren… - 1958: Die Bank von Santa Fé - 1958: Immer wieder denk ich an Hawaii zurück - 1959: Leg die Knarre weg - 1959: Swing am Abend - 1959: Susie, dein Zug ist weg - 1959: Hey Stop! Das ist meine Braut - 1960: Clementine - 1961: My Baby, Good Bye (mit Orchester Adalbert Luczkowski) - 1962: Das kann auch dir geschehn - 1962: Ich komm’ vom Mississippi, Tweedy-Cheerio - 1962: La serenata (mit Orchester Kurt Edelhagen) - 1964: Finito l’Amore - 1965: Abracciami forte - 1965: Quand l’amour nous tient - 1965: Si tu partais - 1965: Diciotto anni capelli biondi - 1965: Capri c’est fini - 1966: Ol Man River - 1967: Wünsche zur Weihnachtszeit - 1967: Geh’ vorbei - 1967: Mais tu t’en vas - 1967: Edelweiß - 1967: Hier bin ich zu Hause - 1967: Gina - 1967: Jonny und Jenny - 1967: Nobody Knows - 1967: E’ tutto qui - 1968: Per vivere - 1968: Weihnachtszeit – Kinderzeit - 1968: Adagio - 1968: Was ich dir sagen will / The Music Played (englische Version) - 1968: Dein letzter Brief - 1968: Si - 1969: Chagrin d’amour - 1969: Battle Hymn of the Republic - 1969: Dammi la tua mano, mon amour - 1969: Matador - 1969: Only for You - 1969: Yo creo - 1969: Stagione - 1969: Vas a volver - 1969: Tausend Fenster - 1970: Wenn du mich liebst - 1970: Daar is niks soos ware liefde - 1971: Spiel, Zigan - 1972: Qui-est il - 1973: C’est le grand mystère - 1973: Muddy Water - 1973: Concerto per Elisa - 1974: Zieh’ den Kopf aus der Schlinge, Bruder John - 1975: À mes amours - 1976: Und dabei könnt’ sie meine Tochter sein - 1976: Ein Lied für alle, die einsam sind | - 1976: Potato Fritz - 1977: Vier Stunden in der Woche - 1978: Einmal wenn du gehst (mit Judy Cheeks) - 1978: Superstar - 1978: Der Mann mit der Mütze (mit der Fußballnationalmannschaft; Abschiedslied für Helmut Schön) - 1979: Ich weiß, was ich will - 1979: Rhodos im Regen - 1979: Die Kinder von hier und anderswo - 1979: Summer Love - 1979: Sie ist nicht so wie du - 1980: Ist das nichts? - 1980: Paris, einfach so nur zum Spaß - 1980: Alles im Griff (auf dem sinkenden Schiff) - 1981: Leave a Little Love - 1981: Vielen Dank für die Blumen (Titellied von Tom und Jerry) - 1982: Das wünsch’ ich dir - 1983: Entschuldigung, wo geht’s hier zur Hölle? (Sieben mal sieben) - 1983: Angela - 1983: Lust am Leben - 1984: Rot blüht der Mohn - 1985: Partisanen - 1986: Jeder so wie er mag - 1987: Ich will – ich kann, I Can – I Will (mit Sonja Kimmons) - 1987: Sperr mich nicht ein - 1988: Gehet hin und vermehret Euch - 1988: Hast du heute schon gelebt - 1988: Eis zu Feuer - 1988: Treibjagd - 1989: Womit hab’ ich Dich verdient - 1989: Wie im Himmel so auf Erden - 1989: Sogar Engel brauchen Glück - 1989: Wir sind schon auf dem Brenner (mit der deutschen Fußballnationalmannschaft) - 1990: Traumschiff - 1990: Sempre Roma (mit Belen Thomas) - 1991: Wings of Love (mit Sonja Kimmons & Yvonne Moore) - 1991: Im Kühlschrank brennt noch Licht - 1992: In Lüneburg war Volksfest - 1992: Carpe diem - 1993: Was dich nicht umbringt, gibt dir neue Kraft zum Leben - 1994: Café Größenwahn - 1994: Kurze Unterbrechung - 1994: Das ist dein Tag - 1995: Heute beginnt der Rest deines Lebens - 1996: Mitten durch’s Herz - 1996: Festspielfieber - 1996: Never Give Up – Gib niemals auf (mit Jocelyn B. Smith) - 1996: Jenny [1996] - 1996: Gestern – Heute – Morgen - 1997: Der Erste Sahne Mix - 1998: Lieb Vaterland (1998) - 1999: Alles, was gut tut - 1999: Du lebst nur einmal (mit Jenny Jürgens) - 2000: Mehr als nur vier Wände - 2000: Darum steh ich zu dir - 2001: Zeig mir den Platz an der Sonne [2001] - 2002: Solang’ mich deine Liebe trägt - 2002: Es lebe das Laster - 2003: Schöne Grüsse aus der Hölle - 2003: Es werde Licht - 2008: Tanz auf dem Vulkan – freut euch des Lebens - 2016: Der neue Sahne Mix (Medley 2016) |

### Als Gastmusiker
| Jahr | Titel Album                                                            | Höchstplatzierung, Gesamtwochen, AuszeichnungChartplatzierungen (Jahr, Titel, Album, Platzierungen, Wochen, Auszeichnungen, Anmerkungen) | Höchstplatzierung, Gesamtwochen, AuszeichnungChartplatzierungen (Jahr, Titel, Album, Platzierungen, Wochen, Auszeichnungen, Anmerkungen) | Höchstplatzierung, Gesamtwochen, AuszeichnungChartplatzierungen (Jahr, Titel, Album, Platzierungen, Wochen, Auszeichnungen, Anmerkungen) | Anmerkungen                                                                     |
| Jahr | Titel Album                                                            | DE | AT | CH | Anmerkungen                                                                     |
| ---- | ---------------------------------------------------------------------- | --- | --- | --- | ------------------------------------------------------------------------------- |
| 2009 | Ich war noch niemals in New York (Unplugged) MTV Unplugged in New York | DE25 (11 Wo.)DE | AT23 (18 Wo.)AT | — | Erstveröffentlichung: 11. September 2009 Sportfreunde Stiller feat. Udo Jürgens |

Weitere Gastbeiträge
- 1959: Drei Takte Musik im Herzen (Margot Eskens & Udo Jürgens)
- 1959: Schlagzeug und Bass und Klavier (Margot Eskens & Udo Jürgens)
- 1986: Musik war meine erste Liebe (René Kollo & Udo Jürgens)
- 2002: Ich glaube (Rainhard Fendrich & Udo Jürgens)
- ????: Was ist Zeit (DJ Freeze vs. Udo Jürgens)

## Videoalben
| Jahr | Titel                                                                     | Höchstplatzierung, Gesamtwochen, AuszeichnungChartplatzierungen (Jahr, Titel, Platzierungen, Wochen, Auszeichnungen, Anmerkungen) | Höchstplatzierung, Gesamtwochen, AuszeichnungChartplatzierungen (Jahr, Titel, Platzierungen, Wochen, Auszeichnungen, Anmerkungen) | Höchstplatzierung, Gesamtwochen, AuszeichnungChartplatzierungen (Jahr, Titel, Platzierungen, Wochen, Auszeichnungen, Anmerkungen) | Anmerkungen                                                               |
| Jahr | Titel                                                                     | DE | AT | CH | Anmerkungen                                                               |
| ---- | ------------------------------------------------------------------------- | --- | --- | --- | ------------------------------------------------------------------------- |
| 2001 | Mit 66 Jahren – Live 2001                                                 | DE*DE | AT6 (2 Wo.)AT | — | Erstveröffentlichung: 24. September 2001 * siehe Livealbum                |
| 2005 | Es lebe das Laster – Udo live                                             | DE*DE | AT2 (5 Wo.)AT | — | Erstveröffentlichung: 27. Februar 2005 * siehe Livealbum                  |
| 2006 | Der Solo-Abend – Live am Gendarmenmarkt                                   | DE*DE | AT5 (3 Wo.)AT | — | Erstveröffentlichung: 3. Februar 2006 * siehe Livealbum                   |
| 2006 | Jetzt oder nie – Live 2006                                                | DE*DE | AT7 (2 Wo.)AT | — | Erstveröffentlichung: 1. September 2006 * siehe „Jetzt oder nie“          |
| 2009 | Einfach ich – Live 2009                                                   | DE*DE | AT2 (8 Wo.)AT | CH1 (5 Wo.)CH | Erstveröffentlichung: 9. Oktober 2009 * siehe „Einfach ich“               |
| 2014 | Der Mann, der Udo Jürgens ist                                             | — | AT1 (30 Wo.)AT | — | Erstveröffentlichung: 17. Oktober 2014                                    |
| 2015 | Das letzte Konzert – Zürich 2014 zusammen mit dem Pepe Lienhard Orchester | DE* GoldDE | AT6 (4 Wo.)AT | CH1 (32 Wo.)CH | Erstveröffentlichung: 27. März 2015 Verkäufe: + 25.000; * siehe Livealbum |
| 2016 | Merci, Udo!                                                               | DE*DE | AT3 (6 Wo.)AT | CH7 (2 Wo.)CH | Erstveröffentlichung: 25. November 2016 * siehe Kompilation               |

Weitere Videoalben
- 1990: Portrait ohne Maske – Die Welt braucht Lieder
- 1992: Geradeaus live – Ausschnitte aus der "Geradeaus"–Tournee 1992
- 1995: 140 Tage Größenwahn – Tour 1994/95
- 1997: Gestern–Heute–Morgen Live ’97
- 2004: Es werde Licht – Meine Winter- & Weihnachtslieder

## Autorenbeteiligungen
Udo Jürgens als Autor in den Charts

| Jahr | Titel Interpretation                           | Höchstplatzierung, Gesamtwochen/‑monate, AuszeichnungChartplatzierungen (Jahr, Titel, Interpretation, Platzierungen, Wochen/Monate, Auszeichnungen, Anmerkungen) | Höchstplatzierung, Gesamtwochen/‑monate, AuszeichnungChartplatzierungen (Jahr, Titel, Interpretation, Platzierungen, Wochen/Monate, Auszeichnungen, Anmerkungen) | Höchstplatzierung, Gesamtwochen/‑monate, AuszeichnungChartplatzierungen (Jahr, Titel, Interpretation, Platzierungen, Wochen/Monate, Auszeichnungen, Anmerkungen) | Anmerkungen                |
| Jahr | Titel Interpretation                           | DE | AT | CH | Anmerkungen                |
| ---- | ---------------------------------------------- | --- | --- | --- | -------------------------- |
| 1960 | Jenny Roy Etzel                                | DE36 (1 Mt.)DE | — | — | Erstveröffentlichung: 1960 |
| 1963 | Little Moonlight-Love Jimmy Makulis            | DE38 (½ Mt.)DE | — | — | Erstveröffentlichung: 1963 |
| 1967 | Sommertraum Die Bambis                         | — | AT5 (1 Mt.)AT | — | Erstveröffentlichung: 1967 |
| 1982 | Alles was du brauchst ist Liebe Nana Mouskouri | DE74 (1 Wo.)DE | — | — | Erstveröffentlichung: 1982 |

grau schraffiert: keine Chartdaten aus diesem Jahr verfügbar

## Boxsets
| Jahr | Titel                                               | Höchstplatzierung, Gesamtwochen, AuszeichnungChartplatzierungen (Jahr, Titel, Platzierungen, Wochen, Auszeichnungen, Anmerkungen) | Höchstplatzierung, Gesamtwochen, AuszeichnungChartplatzierungen (Jahr, Titel, Platzierungen, Wochen, Auszeichnungen, Anmerkungen) | Höchstplatzierung, Gesamtwochen, AuszeichnungChartplatzierungen (Jahr, Titel, Platzierungen, Wochen, Auszeichnungen, Anmerkungen) | Anmerkungen                                                 |
| Jahr | Titel                                               | DE | AT | CH | Anmerkungen                                                 |
| ---- | --------------------------------------------------- | --- | --- | --- | ----------------------------------------------------------- |
| 2004 | Aber bitte mit Sahne I + II (Jubiläums-Edition)     | DE29 (24 Wo.)DE | AT5 Gold · (32 Wo.)AT | CH27 Gold · (8 Wo.)CH | Erstveröffentlichung: 20. September 2004 Verkäufe: + 35.000 |
| 2022 | Da capo, Udo Jürgens – Stationen einer Weltkarriere | DE1 (13 Wo.)DE | AT1 Gold · (11 Wo.)AT | CH7 (6 Wo.)CH | Erstveröffentlichung: 16. Dezember 2022 Verkäufe: + 7.500   |
| 2024 | Eine Werkschau                                      | DE54 (1 Wo.)DE | — | — | Erstveröffentlichung: 6. Dezember 2024                      |

## Statistik

### Chartauswertung
|                     | DE     | AT     | CH     |
| ------------------- | ------ | ------ | ------ |
| Nummer-eins-Alben   | DE4DE  | AT6AT  | CH—CH  |
| Top-10-Alben        | DE23DE | AT23AT | CH6CH  |
| Alben in den Charts | DE70DE | AT49AT | CH20CH |

|                       | DE     | AT     | CH    |
| --------------------- | ------ | ------ | ----- |
| Nummer-eins-Singles   | DE1DE  | AT—AT  | CH1CH |
| Top-10-Singles        | DE12DE | AT11AT | CH5CH |
| Singles in den Charts | DE43DE | AT21AT | CH6CH |

|                          | DE    | AT    | CH    |
| ------------------------ | ----- | ----- | ----- |
| Nummer-eins-Videoalben   | DE—DE | AT1AT | CH2CH |
| Top-10-Videoalben        | DE—DE | AT8AT | CH3CH |
| Videoalben in den Charts | DE—DE | AT8AT | CH3CH |

### Auszeichnungen für Musikverkäufe
Anmerkung: Auszeichnungen in Ländern aus den Charttabellen bzw. Chartboxen sind in ebendiesen zu finden.
| Land/RegionAuszeichnungen für Musikverkäufe (Land/Region, Auszeichnungen, Verkäufe, Quellen) | Gold       | Platin       | Verkäufe  | Quellen                           |
| -------------------------------------------------------------------------------------------- | ---------- | ------------ | --------- | --------------------------------- |
| Deutschland (BVMI)                                                                           | 13× Gold13 | 7× Platin7   | 5.075.000 | musikindustrie.de Einzelnachweise |
| Österreich (IFPI)                                                                            | 12× Gold12 | 8× Platin8   | 370.000   | ifpi.at                           |
| Schweiz (IFPI)                                                                               | Gold1      | —            | 20.000    | hitparade.ch                      |
| Insgesamt                                                                                    | 26× Gold26 | 15× Platin15 |           |                                   |